# Gerhard Fritzsche
Martin Gerhard Fritzsche (* 23. April 1911 in Dittmannsdorf; † 1944 in Woroschilowgrad, Ukraine) war ein deutscher evangelisch-lutherischer Autor von religiösen Gedichten, Liedtexten und szenischen Spielen.

## Leben
Gerhard Fritzsche wurde als Sohn eines Webers im erzgebirgischen Dittmannsdorf geboren und arbeitete nach seiner Grundschulzeit zunächst auch als Weber. Ab 1936 war er als Jugendwart im Kirchenkreis Kamenz tätig, 1938 wurde er dort Jungdiakon. Zwischen 1939 und 1940 wirkte er als Jugendleiter in der Himmelfahrtskirche Dresden Leuben. 1940 wurde er zum Kriegsdienst eingezogen. Zunächst war er in Frankreich stationiert, wurde aber 1941 an die Ostfront verlegt. 1944 geriet er in sowjetische Kriegsgefangenschaft und starb in einem Lager in Woroschilowgrad in der Ukraine. Er hinterließ seine Ehefrau Melitta Ilse Fritzsche, geborene Arnhold und eine Tochter. Seine zweite Tochter war bereits im Alter von 6 Monaten verstorben.

## Werk
Gerhard Fritzsche verfasste mehrere szenische Spiele, Gedichte und Liedtexte, die u. a. von Johannes Petzold vertont wurden und Aufnahme in die Gesangbücher der Bekennenden Kirche fanden. Sein Lied Gelobt sei deine Treu ist eins der evangelischen Wochenlieder für den 16. Sonntag nach Trinitatis. Das Marbacher Literaturinstitut verzeichnet 17 Einträge zu Fritzsche.

## Liedtexte (Auswahl)
- Gelobt sei deine Treu. (1938; Ergänzungsheft zum Evangelischen Gesangbuch 16)
- Alles ist eitel, du aber bleibst. (1942; Durch Hohes und Tiefes 274)
- Dich, Schöpfer, lobt die ganze Welt. (1939; Jesus unsere Freude 609)